# Kombinat Budowlany Poznań-Północ

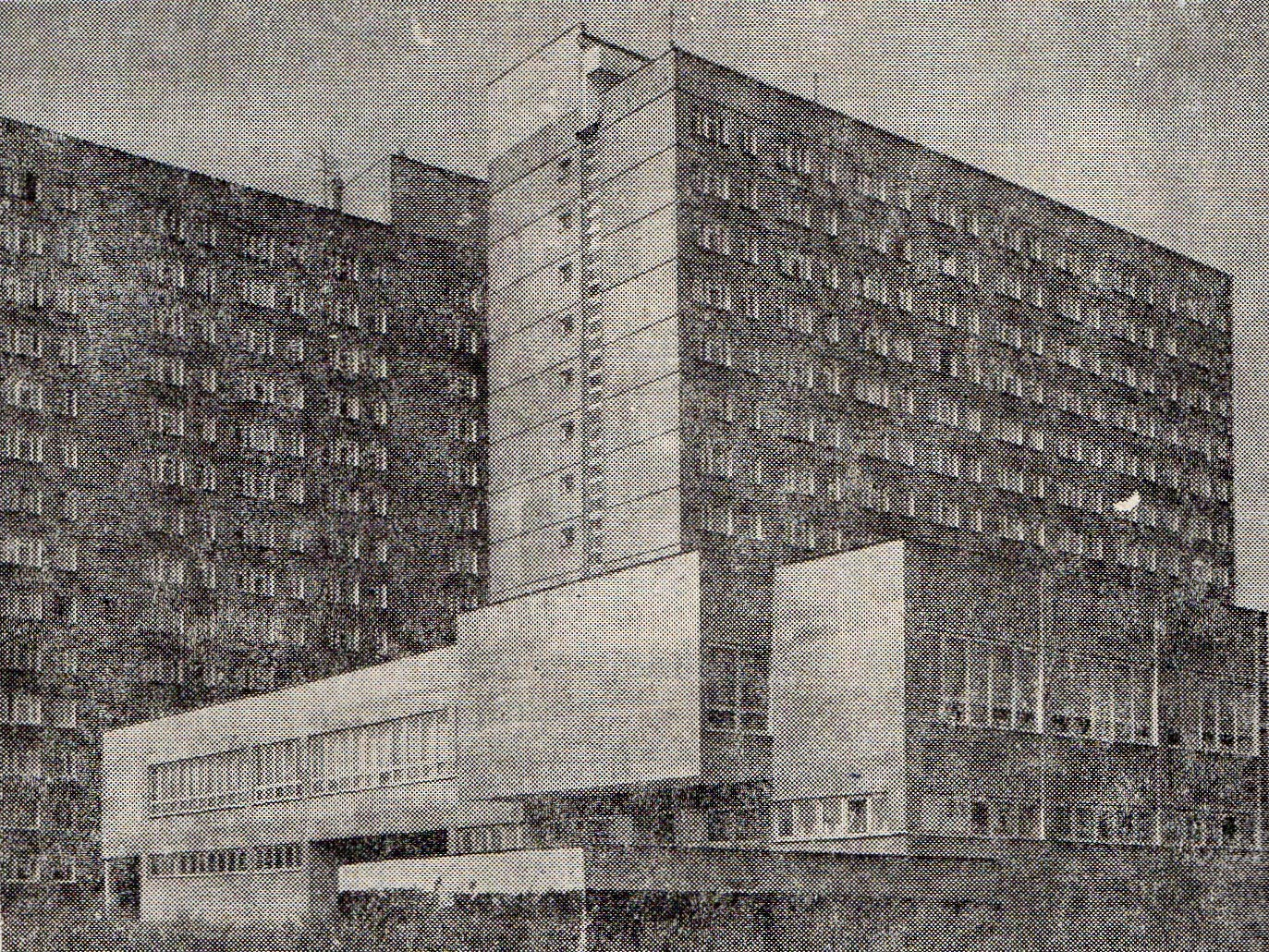
Siedziba firmy – biurowiec przy ul. Gronowej w Poznaniu przed 1988 r.

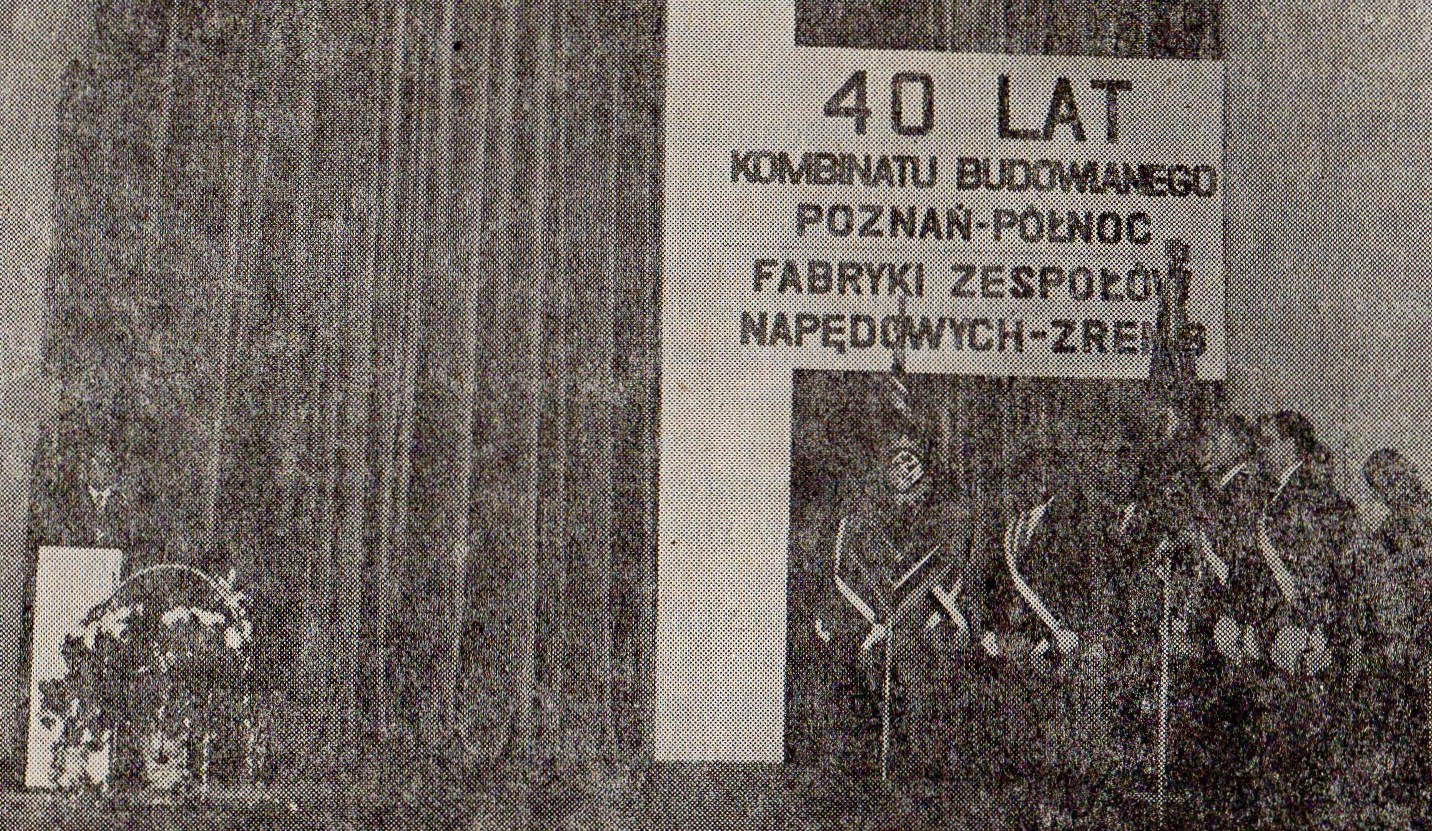
40-lecie Kombinatu w 1987 r.

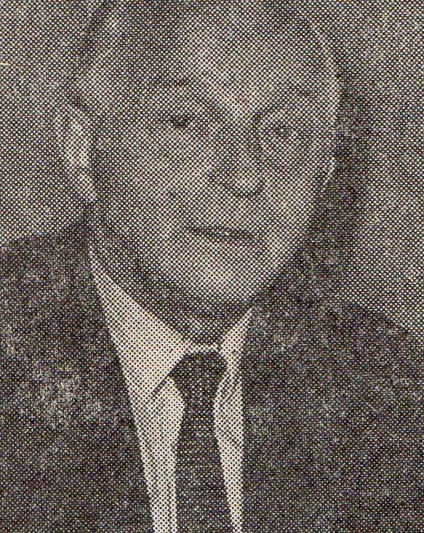
Alfred Hofman, dyrektor KBPP od 1965 r.

Kombinat Budowlany Poznań-Północ – kombinat budowlany zlokalizowany w Poznaniu, działający od 1947 r.

## Historia
Jako początek przedsiębiorstwa przyjmuje się rok 1947, kiedy to powstało Kierownictwo Robót Budowlanych, podlegające Wojskowemu Przedsiębiorstwu Budowlanemu z Warszawy. W 1948 nazwę zmieniono na Wojskowe Przedsiębiorstwo Budowlane nr 28 w Poznaniu (podlegało MON). 1 lutego 1952 nastąpiła kolejna zmiana nazwy – na Zjednoczenie Budownictwa Wojskowego nr 28. Odtąd firma podlegała Ministerstwu Budownictwa Miast i Osiedli.
W początkowej fazie działania przedsiębiorstwo zajmowało się głównie odbudowywaniem zrujnowanej wojną substancji budowlanej. Z czasem zajęło się budową nowych budynków mieszkaniowych i użyteczności publicznej, głównie w Poznaniu, ale także w Szczecinie, Gorzowie, Gnieźnie, Lesznie, Międzyrzeczu, Skwierzynie, Sulechowie, Szprotawie, Śremie, Wałczu, Wągrowcu i Świnoujściu. Od połowy lat 50. XX wieku kombinat zaliczał się do największych przedsiębiorstw budowlanych w Wielkopolsce. Przodował też w dziedzinie wdrażania nowych technologii.
W 1958 r. nastąpiła reorganizacja budownictwa w Polsce, co zaowocowało kolejną zmianą nazwy – na Poznańskie Przedsiębiorstwo Budowlane nr 3, podporządkowane Ministerstwu Budownictwa i Przemysłu Materiałów Budowlanych. 28 czerwca 1978 przemianowano je po raz kolejny – na Kombinat Budowlany Poznań-Północ.
Od 1968 r. firma koncentrowała się na dynamicznej realizacji budownictwa mieszkaniowego (osiedlowego) w Poznaniu i województwie poznańskim, zwłaszcza w Śremie i Wrześni. W tym też roku zapoczątkowano w kombinacie budownictwo wielkopłytowe w postaci realizacji osiedli winogradzkich w Poznaniu. W latach 1974–1979 powstał wieżowiec przy ul. Gronowej, będący siedzibą firmy. Zaprojektowali go Jerzy Buszkiewicz i Mieczysław Drewniak.
W celu sprawnej realizacji osiedli winogradzkich zbudowano własną wytwórnię prefabrykatów (fabrykę domów) przy ul. Trójpole (obecny teren galerii handlowych Pestka i Plaza). W 1978 po raz pierwszy zastosowano technologię monolityczną SBM-75 (System Budownictwa Monolitycznego) na terenach osiedli Klinu Dębieckiego (18 budynków 4-, 11- i 13-kondygnacyjnych, 2800 izb mieszkalnych). W fabryce prefabrykatów na Trójpolu po raz pierwszy w Polsce zastosowano fakturę ścian opracowaną w 1968 przez Instytut Techniki Budowlanej. Również w 1968 w tym zakładzie po raz pierwszy w Polsce uruchomiono agregat bateryjny do produkcji ciągłej (z zasypem ciągłym). W 1970 uruchomiono warsztaty kompletnego osadzania oszklonej i konfekcjonowanej stolarki okiennej z jej murarskim wyprawieniem. Tak przygotowane elementy wielkopłytowe transportowano na plac budowy osiedli winogradzkich własną koleją wąskotorową.
Do 1988 r., podczas prac, zastosowano 678 projektów racjonalizatorskich. Zakładowy ruch wynalazczy został odznaczony trzema Gwiazdami Racjonalizatorskimi i trzynastoma odznakami Racjonalizatora Produkcji.
W latach 1947–1987 oddano do użytku 1 807 165 m² powierzchni mieszkalnych (42.463 mieszkania), 1450 budynków użyteczności publicznej (32 szkoły, 51 przedszkoli i żłobków, 6 kin, 4 szpitale, 28 pawilonów handlowych, 15 większych obiektów przemysłowych).
Od 1980 r. realizowano budowy eksportowe w RFN (remonty budynków mieszkalnych) i Bułgarii (motele, hotele).

## Realizacje

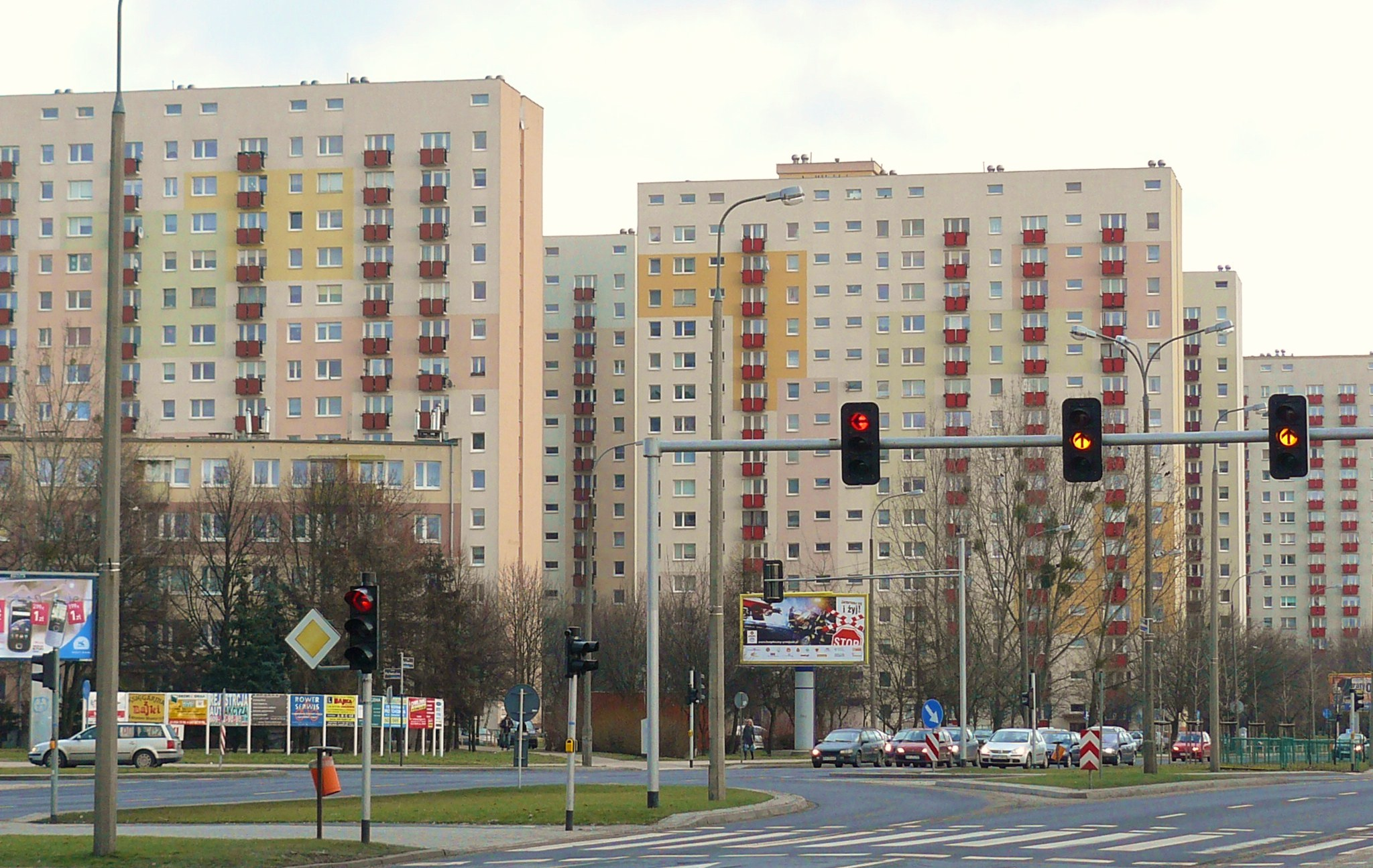
Osiedle Wichrowe Wzgórze w Poznaniu

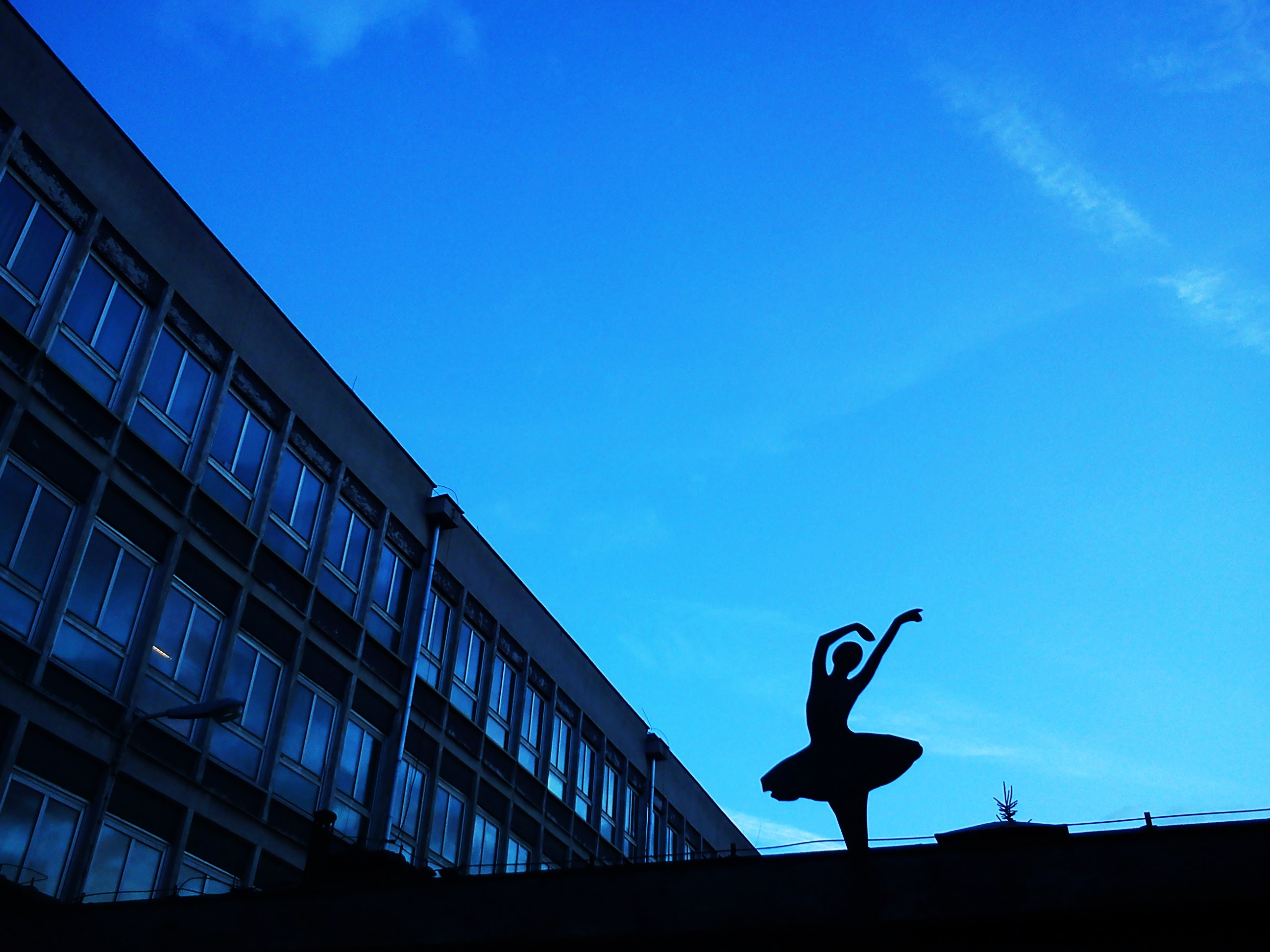
Gmach NOT w Poznaniu

Do najważniejszych obiektów zrealizowanych przez kombinat należały:
- Gmach NOT w Poznaniu (1960-1963),
- Szpital Wojewódzki w Poznaniu (1964-1973),
- Hotel Polonez w Poznaniu (1972-1974),
- Szpital MSW w Poznaniu (1972-1976),
- zespół osiedli winogradzkich w Poznaniu (1971-1978),
- Klin Dębiecki (od 1978),
- biurowiec przy ul. Gronowej (1974-1979),
- Hotel Poznań (1975-1979),
- osiedla tzw. USO w Poznaniu (Urbanowska – Słowiańska – Obornicka),
- osiedla na Boninie w Poznaniu,
- Osiedle Winiary w Poznaniu,
- osiedla na Karolinie i w Czerwonaku,
- budynki mieszkalne przy ulicach: Kościelnej, Nad Wierzbakiem, Łukaszewicza,
- kompleks szkół budowlanych przy ul. Grunwaldzkiej,
- Uniwersytet Przyrodniczy w Poznaniu, budynki na Sołaczu,
- domy akademickie przy ul. Piątkowskiej (m.in. Zbyszko i Jagienka, 1968),
- Spółdzielnia Inwalidów Szczotkarz przy ul. Żeromskiego w Poznaniu,
- Spółdzielnia Metalowiec przy ul. Bułgarskiej w Poznaniu[1].

## Nagrody
- 1953: Złota Kielnia, I miejsce,
- 1955: Sztandar Przechodni Ministra Budowy Miast i Osiedli,
- 1955: dyplom za zajęcie II miejsca we współzawodnictwie w Centralnym Zarządzie Budownictwa Wojskowego,
- 1970: Medal Pamiątkowy Budowy Parku-Pomnika Braterstwa Broni i Przyjaźni Polsko-Radzieckiej,
- 1970: II Nagroda Zespołowa za osiągnięcia techniczne (NOT),
- 1971: Nagroda Zespołowa Miasta Poznania i Województwa Poznańskiego w dziedzinie budownictwa i architektury (za osiedla winogradzkie),
- 1972: Odznaka Honorowa Miasta Poznania,
- 1972: Nagroda Zespołowa II stopnia za montaż wymuszony budynków wysokich (NOT),
- 1974: Nagroda Zespołowa III stopnia za wyniki w Ogólnopolskim Konkursie Usprawniania Gospodarki Materiałowej,
- 1974: Nagroda I stopnia Ministra Budownictwa za budowę Hotelu Polonez,
- 1974: Nagroda Zespołowa Miasta Poznania i Województwa Poznańskiego (za hotel Polonez),
- 1975: Dyplom Ministra Budownictwa za zajęcie IV miejsca we współzawodnictwie o tytuł Najlepszego Przedsiębiorstwa Budownictwa Mieszkaniowego w Polsce,
- 1976: Nagroda Zespołowa III stopnia Ministra Spraw Wewnętrznych za szpital MSW w Poznaniu,
- 1977: Odznaka honorowa „Za zasługi w rozwoju województwa poznańskiego”,
- 1977: Dyplom Wojewody Poznańskiego za przedterminowe oddanie do użytku hotelu Poznań,
- 1978: Nagroda Zespołowa Ministra Budownictwa za realizację hotelu Poznań,
- 1980: Medal za działalność na rzecz dzieci,
- 1981: Dyplom Uznania za efektywną działalność społeczną we Froncie Jedności Narodu,
- 1987: Order Sztandaru Pracy II klasy za wybitne zasługi gospodarcze i kulturalne,
- 1987: Złota Odznaka Ministerstwa Budownictwa, Gospodarki Przestrzennej i Komunalnej za efektywne realizowanie planów,
- 1987: Odznaka honorowa Ministerstwa Oświaty i Wychowania Za zasługi dla oświaty[1].